# Iakov Sinai
Yakov Sinai (n. 21 septembrie 1935, Moscova, RSFS Rusă, URSS) este un matematician câștigător al Premiului Abel în 2014.